# Tecnologie di Stargate
Questa voce presenta un elenco, in ordine per civiltà, delle tecnologie riguardanti l'universo fantascientifico di Stargate.

## Tecnologia degli Antichi

### Anelli trasportatori
Furono inventati dagli Antichi prima di sviluppare una tecnologia efficiente di teletrasporto. In seguito furono copiati e usati dai Goa'uld e dagli Ori.
Sono anelli perfettamente circolari che, come gli stargate, trasportano cose e persone ma a distanze ridotte (massimo 100.000 km).
Sono all'incirca grandi la metà degli Stargate. Gli anelli lavorano in gruppi da 5 a 10 e vengono fatti scendere sopra l'oggetto da trasportare. In breve essi smaterializzano il corpo trasferendolo in un piccolo wormhole e facendolo comparire dall'altra parte degli anelli. A differenza dello Stargate, se in entrambi i punti sono presenti persone o cose, gli anelli scambiano contemporaneamente i carichi.
È possibile intercettare questo condotto di energia tramite un altro gruppo di anelli trasportatori mobili, ovvero su un'astronave, posizionandoli sul wormhole.
Gli anelli vengono attivati tramite un controllo remoto o un pannello di comando che permette di attivarli visualizzando una luce bianca che avvolge i teletrasportati prima della discesa degli anelli.
I goa'uld hanno posizionato anelli trasportatori su quasi tutti i loro pianeti e su quasi tutte le loro astronavi.
Gli anelli possono essere trasportati, a loro volta, da una parte all'altra.

### Arca della verità
L'arca della verità è un congegno degli Antichi risalente al tempo in cui erano in conflitto con gli Ori, essa ha il potere di togliere qualsiasi indottrinamento forzato ovvero ha la capacità di far vedere la verità a chi è stata negata. L'arca è costituita da una scatola contenente il dispositivo e la relativa fonte di energia, sul coperchio è posizionata una tastiera semisferica che serve per attivarla, digitando la parola "origine" che in realtà in un antico dialetto degli Alterani vuol dire "verità". In seguito all'attivazione si sviluppa un fascio di luce che toglie qualsiasi indottrinamento forzato.
L'arca fu costruita probabilmente da Amelius e fu ritrovata dalla SG-1 nelle rovine di Ortus Mallum in seguito a molte ricerche.
Gli Antichi di milioni di anni fa non vollero usare l'arca contro gli Ori perché ritenevano che così facendo gli avrebbero impedito di vivere secondo il loro modo di essere e quindi non sarebbe stato diverso delle barbarie che stavano subendo. Amelius si oppose a questa scelta in quanto voleva la fine della guerra ma alla fine si vide costretto ad abbandonare l'arca e fuggire con gli altri antichi verso la nostra galassia.

### Arma a impulsi Lantiana
Erano le armi secondarie usate dalle navi di Classe-Aurora. Assomigliano a lampi di energia di colore giallo brillante. Quando vengono lanciati in successione, sono in grado di distruggere una nave generazionale dei Viaggiatori protetta o di danneggiare pesantemente una nave alveare Wraith con diversi colpi. Queste armi sono, tuttavia, meno efficaci contro gli avanzati scudi Asgard delle navi della classe Daedalus

### Arma drone degli Antichi
Il drone è una delle armi più potenti e più usate degli Antichi, sono dei robot che hanno la forma di una seppia, possono essere autoguidati o possono essere guidati con la mente tramite un soggetto col gene ATA su una sedia di controllo o da un Jumper; possono agire da soli o in gruppo; i droni oltrepassano facilmente anche gli scudi più avanzati dei Goa'uld: hanno distrutto alcune delle 30 navi di Anubis e la sua nave madre nel suo primo attacco alla terra, ma a costo di scaricare uno ZPM.
I mini droni sono una versione miniaturizzata dei droni sviluppata dagli Antichi nella galassia di Pegaso. La loro funzione principale è quella di difesa personale.

### Arma di Merlino
L'arma di Merlino è un dispositivo in grado di distruggere ogni essere asceso, questa deriva dalle ricerche dell'antico Moros il quale resosi conto della potenziale minaccia degli Ori disascese per costruire questo dispositivo. Il suo funzionamento è simile ad uno ZPM solo che incanala l'energia nella dimensione degli essere ascesi al posto che nel nostro spazio-tempo. Il consiglio degli esseri ascesi si oppose a queste ricerche sia perché Merlino stava usando la conoscenza dell'ascensione ma anche per paura che potesse utilizzarla anche contro di loro, per questo motivo Merlino si vide costretto a studiare questo processo in un'altra dimensione costruendo un dispositivo di sfasamento. L'arma si compone in molte parti ma la più importante è una pietra rossa sferica chiamata santo graal, il dispositivo in sé venne iniziato da Merlino e successivamente completato da Daniel Jackson ospitando in sé la coscienza stessa di merlino, fu mandato nella galassia Ori a bordo di una nave madre Ori attraverso il supergate. L'arma provocò la scomparsa degli Ori ma Adria ascese e prese il posto di essi.

### Arma stordente Lantiana
Era usata dai Lantiani durante la loro guerra con i Wraith. L'arma è attivata da un pulsante di attivazione situato nella parte inferiore dell'impugnatura. Erano usate dai membri della flotta Lantiana, come l'equipaggio dell'Aurora. Queste armi erano in grado di stordire gli umani in un colpo solo. Non è noto se questo dispositivo sia puramente un'arma stordente, o se possa avere anche altre impostazioni più potenti

### Console di controllo Lantiana
Sono console per computer situate in diversi avamposti antichi, come Atlantide e a bordo delle loro navi. Sono costituite da diversi cristalli intercambiabili e riconfigurabili, responsabili del funzionamento di vari sistemi, che possono essere pressati in modo simile a una tastiera. Queste console sono attivate dal gene ATA ma non richiedono il gene per l'interfacciamento continuo.
Situate in tutta la città di Atlantide, solitamente sono accompagnate da un monitor di vetro e hanno accesso al database. Ci sono diverse console situate nella sala di controllo che contengono funzioni speciali come comunicazioni subspaziali, DHD e sensori biometrici.

### DHD
Acronimo di Dial-Home Device, è uno strumento degli Antichi per controllare uno Stargate. Ve ne sono sia nella via lattea che nella galassia di Pegaso, operanti nelle rispettive reti di Stargate.

### Dispositivo Attero
Questo dispositivo degli Antichi, costruito durante la guerra contro i Wraith dall'antico Janus, crea un'interferenza nel subspazio nella frequenza degli hyperdrive dei Wraith distruggendo qualsiasi nave che fosse entrata nell'iperspazio.
Sfortunatamente questo dispositivo, come effetto collaterale, riversa una notevole quantità di energia nell'orizzonte degli eventi di qualsiasi stargate che si colleghi alla rete distruggendolo. Per questo motivo il Consiglio di Atlantide fece sospendere il progetto a Janus;
fu riattivato da un gruppo dissidente di Asgard.Venne distrutto da una nave dei viaggiatori inviata da Larrin per non provocare ulteriori danni.

### Dispositivo di sfasamento di Merlino
Questo dispositivo consiste in un emettitore di radiazioni leptoniche che riescono a trasportare un certo quantitativo di materia in una dimensione parallela, inizialmente fu progettato da Merlino che lo usò per condurre ricerche segrete sull'arma anti-Ori, questo congegno sfrutta come fonte di energia un cristallo posizionato in un vano posteriore; ha una forma a boomerang con al centro una tastiera con scritte in antico. Una volta attivato trasporta la materia in un'altra dimensione e compare una schermata olografica da un emettitore sulla parte superiore del dispositivo, l'ologramma è interattivo e da questo il dottor Daniel Jackson seppe dell'arma per distruggere gli Ori. Il colonnello Carter riuscì a modificare questa tecnologia ad interfacciarla con i generatori al Naquadah per poterne ampliare l'effetto su larga scala, questa nuova tecnologia fu utilizzata per sfasare prima un villaggio poi un pianeta terra di un universo alternativo, difatti mentre il colonnello Carter era sfasata e protetta da un campo di forza a due direzioni fu trasportata in un universo parallelo al nostro per via di un tunnel interuniversale creato dal maggiore Carter dell'altro universo per l'assorbimento dell'energia di punto zero da universi paralleli.

### Gene ATA
Il gene ATA (Attivazione Tecnologia Antichi) fu scoperto dal dottor Carson Beckett. Questo gene è posseduto dagli Antichi ma non dalla stragrande maggioranza degli esseri umani. Gli Antichi lo usavano come chiave genetica per evitare che altre popolazioni potessero attivare i loro dispositivi. Il gene, se attivo, induce le varie cellule del corpo a produrre una serie di proteine ed enzimi che interagiscono con lo strato epidermico, col sistema nervoso e col cervello. Dato che molti umani della squadra di Atlantis non possiedono il gene il dottor Beckett sviluppa una terapia genica che consiste nella manipolazione del DNA di un individuo con l'ausilio di un retrovirus disattivato di un topo; questa terapia è severamente vietata sulla Terra ma data la situazione della squadra di Atlantis il dottor Beckett decide di procedere ugualmente. La terapia ha un esito positivo nel 50% dei casi, ma in alcuni casi ha presentato degli effetti collaterali quali:
1. gola secca
2. mal di testa
3. una gran voglia di correre dentro una ruota[8]

### Kino
La Kino è una sorta di telecamera volante creata dagli Antichi. Può essere comandata a distanza tramite un telecomando, oppure inviata in esplorazione automatica.
Essa viene trovata da Eli Wallace sulla Destiny, astronave costruita dagli Antichi.

### Macchina del tempo degli Antichi
Situata su P4X-639, fu un tentativo fallito di viaggiare attraverso il tempo degli Antichi. Gli abitanti di P4X-639 la costruirono per cercare di cambiare la loro storia in maniera tale da evitare un'epidemia incurabile che era occorsa tra di loro. Esteriormente somiglia a un altare su cui è situata una grande tastiera di materiale dall'apparenza simile alla pietra. La macchina è alimentata da tempeste geomagnetiche che ricorrono su P4X-639 ogni cinquant'anni; crea degli "anelli temporali" della durata di poche ore: ovvero, costringe a rivivere quelle ore fino a quando non viene digitata la combinazione giusta per disattivarla. Tramite gli Stargate, gli anelli temporali coinvolgono ben quattordici sistemi planetari differenti.

### Macchina del tempo di Janus
Consiste in un jumper modificato con un motore temporale; costruita da Janus, la prima spedizione di Atlantis la usò per tornare indietro di 10'000 anni. Il consiglio di Atlantide la fece successivamente distruggere, e con essa tutti gli appunti relativi; ma Janus la ricostruì di nuovo nella Via Lattea, dove venne ritrovata dalla SG-1 ed usata per ritornare nell'antico Egitto per prendere uno ZPM.

### Mappa stellare degli Antichi
Sono rappresentazioni tridimensionali dell'universo come noto agli Antichi. I database delle navi Antiche ne contengono una, così come tutti gli avamposti una volta abitati da loro. Praclarush Taonas e Terra Atlantus sono inclusi sulla mappa. Oltre a Taona e alla Terra, la mappa probabilmente contiene tutti i pianeti conosciuti nella Galassia degli Alterani, nella Via Lattea e in Pegaso, così come in ogni altra galassia visitata dagli Antichi. Le mappe stellari contengono anche indirizzi Stargate per ogni pianeta su cui gli Antichi misero uno Stargate.

### Naniti
Nanomacchine che vengono inventate dagli antichi come arma contro i Wraith, in un progetto poi abbandonato, ma che successivamente aggregandosi danno vita ai replicanti chiamati Asuriani.
Le naniti appaiono nei primi episodi sotto forma di un nanovirus che quasi uccide Rodney McKay e altri membri (dott. Elizabeth Weir) di Stargate Atlantis. Alla fine, grazie all'aiuto del Wraith soprannominato Todd, riescono a sconfiggerne solo una parte, mentre una nave Lantiana rimane nascosta per poi rivelarsi nei successivi episodi. Ritornano nell'episodio Progeny della terza stagione con i Replicanti e fanno un cameo in First Strike con Oberoth, il leader dei Replicanti.

### Nodi di potenza
Questi dispositivi sono equipaggiati agli stargate in orbita nella galassia di pegasus, sono disposti a 120º l'uno dall'altro, hanno dei propulsori di manovra per non far spostare lo stargate dalla sua posizione, questi 3 nodi di potenza prendono energia direttamente dallo stargate stesso.

### Occhio degli Dei
L'Occhio degli Dei è un insieme di trasportatori che si trovano sul pianeta natale dei Sodan, P9G-844.
Attivando i simboli corretti sull'obelisco, il dispositivo rilascia un cono di energia che avvolge qualsiasi oggetto nel suo raggio. Una volta avviluppati, gli oggetti all'interno del cono di luce vengono immediatamente trasportati in un obelisco vicino, permettendo di viaggiare in modo rapido ed efficiente sul pianeta. Come il resto della tecnologia antica, si basano unicamente sui cristalli di controllo per funzionare.

### Progetto Arcturus
Questo progetto degli antichi mirava a far diventare gli ZPM obsoleti:"vecchie pile alcaline" come disse il dr. McKay.
Consisteva nel prendere l'energia di punto zero direttamente dal nostro stesso spazio dunque l'energia scaturita da questo processo avrebbe avuto la portata dell'universo stesso.
Il problema a cui neanche gli antichi seppero rimediare fu che prendere quest'energia dal nostro stesso spazio si crea troppa entropia e nel campo di contenimento si creavano particelle nuove ed esotiche che interagendo tra di loro creavano nuove radiazioni per cui il campo di contenimento non era progettato; questo problema annientò gli abitanti del pianeta su cui gli antichi costruirono il dispositivo e gli antichi che lo stavano sperimentando.
Il dr. McKay modificò l'equazione degli antichi e così facendo distrusse i 5/6 di un sistema solare.
Il progetto viene rivisto dal dr. McKay quasi un anno dopo il fallimento iniziale, quando sua sorella Jeannie Miller trova delle equazioni che applicate con le tecnologie di Atlantide possono far da tramite tra gli universi paralleli.

### Rivelatore di segnali vitali
Questo speciale rilevatore inventato dagli Antichi nella Galassia di Pegaso, necessitante il gene ATA, è, sostanzialmente, una console portatile che dà la mappa del luogo in cui ci si trova, la propria posizione, la posizione di tutte le altre forme di vita presenti nell'area d'azione del rilevatore e molte altre informazioni come la composizione dell'aria o la posizione delle fonti di energia prossime.

### Satelliti di osservazione Lantiani
Sono dispiegati in orbita a diversi pianeti nella galassia di Pegaso e controllano lo sviluppo delle civiltà umane. Ogni satellite è controllato da un terminale sia sul pianeta che ad Atlantide. Il Dr. Rodney McKay e John Sheppard scoprirono uno di questi terminali ad Atlantide e lo scambiarono per un gioco di ruolo fantasy. Tuttavia, in una missione di indagine, la squadra del maggiore Evan Lorne arrivò su un pianeta controllato da questi satelliti e stabilì che tutte le persone in essi erano reali e vivevano su un pianeta da qualche parte nella galassia di Pegaso.
I satelliti sono in grado di tracciare tutta la vita su un pianeta e di generare vere immagini 3d di persone e oggetti usando i dati del sensore. Sono anche in grado di interpretare le funzioni di oggetti come i pozzi. I sensori possono identificare i materiali sul pianeta e i luoghi degni di estrazione mineraria.

### Satelliti del punto di Lagrange
Erano piattaforme create dai Lantiani e utilizzate ampiamente durante la loro guerra con i Wraith.
Sebbene siano grandi quasi quanto un Goa'uld Ha'tak, questi satelliti hanno relativamente poco spazio interno, con solo una sala di controllo accessibile tramite un approdo per Jumper. Anche i suoi requisiti di potenza sono piuttosto bassi, al punto che la sua arma primaria potrebbe essere utilizzata con un solo generatore al Naquadah. Ogni satellite ha un cannone energetico e, attraverso un fuoco continuo, è in grado di dividere a metà una nave alveare. È stato affermato che quest'arma è più che capace di distruggere almeno tre navi alveare quando è completamente carica. La velocità di ricarica dell'arma è piuttosto lenta.
L'unico di questi satelliti che sia stato trovato dalla Spedizione Atlantis fu distrutto dai Wraith durante il loro attacco ad Atlantide.

### Scudi degli Antichi
Il sistema di scudi più antico che sia stato sviluppato dagli Antichi è il sistema a bordo della nave spaziale Destiny. È in grado di proteggere con successo un velivolo contro il tremendo calore sperimentato mentre vola attraverso una stella di classe 24 volte più grande del Sole.
Lo scudo è di colore giallo ed è contornato allo scafo della nave. Oltre ad avviluppare l'intera nave, può anche localizzare specifiche fessure nello scafo per mantenere l'atmosfera in sezioni della nave esposte allo spazio. Gli scudi della Destiny cambiano costantemente le frequenze nella speranza di fermare il fuoco nemico; più la frequenza è vicina, meno danni subisce la Destiny. Mentre questo rende gli scudi meno efficaci contro tipi specifici di armi energetiche, fornisce una migliore protezione generale.
La forza dello scudo dipende dai livelli di potenza complessiva della nave e dal numero di emettitori di scudi localizzati attualmente attivi. Lo scudo è in grado di resistere al bombardamento di 9 Noth Navali per oltre 45 minuti.
Le navi di classe Aurora possiedono scudi estremamente potenti. Sono in grado di respingere il fuoco di armi da una nave Alveare Wraith con un minimo sforzo. Sono anche in grado di sopportare l'intenso calore e la pressione di un supervulcano in eruzione. gli scudi appaiono di un marrone scuro e traslucido. Gli scudi della classe Aurora quasi couturano lo scafo della nave, in modo simile allo scudo utilizzato sulla Destiny.
Sebbene potenti, si sono dimostrati suscettibili alle armi a raggio Asgard; Gli scudi delle navi di classe Aurora utilizzate dagli Asurani hanno dimostrato di fallire dopo una manciata di colpi.
Lo Scudo di Atlantide è uno scudo a forma di cupola che funge da principale difesa per la città ed è in gran parte considerato lo scudo più potente mai creato.
Attivato da dieci emettitori situati in tutta la città, lo scudo viene utilizzato per proteggere la città da tutto ciò che cerca di danneggiarla, tra cui fuoco di armi, pressione oceanica e persino radiazioni solari e nucleari e asteroidi. È anche una parte critica della città ogni volta che viene utilizzato lo Stardrive, poiché lo scudo impedisce all'aria di uscire dalla città, agendo quindi come una sorta di scafo esterno.
lo scudo richiede l'uso di enormi quantità di energia, che di solito è fornita da tre ZPM; tuttavia, l'energia di diversi fulmini fornisce energia sufficiente per alimentare lo scudo per qualche tempo. Quando Atlantide si immerge sotto l'oceano, uno ZPM può alimentare lo scudo per almeno 3.000 anni trattenendo la colossale quantità d'acqua sopra di esso.
Se non c'è pressione sullo scudo, può rimanere attivo quasi indefinitamente. Tuttavia, anche le armi energetiche di medio livello esauriranno rapidamente il potere dello scudo sotto bombardamento prolungato, quando alimentato con un solo ZPM.
Mentre lo scudo viene tipicamente usato per proteggere solo la città e l'area circostante, può essere espanso per coprire una porzione significativa di un pianeta di dimensioni medie o addirittura ristretto per racchiudere singoli oggetti all'interno della città stessa. L'utilizzo dello scudo in questo modo, tuttavia, consuma molta più energia di quella che verrebbe normalmente consumata e riduce l'efficacia dello scudo.
Quando si sbarca la città su un pianeta, è necessario lo scudo per proteggerla dal rientro.

### Scanner medico di Atlantide
Questo scanner mostra non solo le immagini che darebbe una Risonanza magnetica nucleare ma anche immagini a raggi X, TAC, e può compiere molti altri esami, come ad esempio individuare le naniti.

### Scanner medico Lantiano
Questi dispositivi sono piccoli oggetti rettangolari tenuti in mano, con una superficie utilizzata per scansionare un bersaglio e raccogliere dati. Questa informazione veniva quindi inviata a un rilevatore di segni di vita che mostrava tutti i dati raccolti.
È possibile collegare un cavo allo scanner e interfacciarlo con i laptop Tau'ri, consentendo di visualizzare i dati su questi schermi.

### Sedia di controllo degli Antichi
Le sedie di controllo sono una forma di interfaccia neurale creata dagli Antichi allo scopo di attivare e dirigere i sistemi critici sulle loro città-navi, avamposti e navi di classe Aurora. Le sedie richiedono il Gene ATA per essere utilizzate.

### Sensori
Esistono due tipi di sensori ideati e utilizzati dagli Antichi:
I sensori a lungo raggio sono sensori situati ad Atlantide, che possono rilevare oggetti in parte della galassia di Pegaso, comprese le navi che si muovono nell'iperspazio. La copertura dei sensori è sconosciuta, ma l'area coperta può fornire ad Atlantide un preavviso di tre settimane circa l'avvicinamento di navi alveare Wraith che viaggiano molto oltre la velocità della luce. Rodney McKay è stato in grado di modificare i sensori per localizzare la frequenza subspaziale utilizzata dai tracker Wraith.
i sensori a corto raggio scansionano in modo molto più dettagliato, ma su una distanza molto più breve. Le navi città possiedono sensori in grado di scansionare tutte le forme di vita sulla superficie di un pianeta (e probabilmente in orbita attorno alla città) e identificarle. Possono creare immagini visive basate sui dati del sensore, sebbene ciò sia stato visto solo attraverso una sedia di controllo. I sensori sembrano anche essere in grado di rilevare il suono.

### Teletrasporto Antico
Sono dispositivi di teletrasporto altamente avanzati. Possono inviare una persona o un oggetto da una posizione all'altra senza la necessità di piattaforme. Operano in modo molto simile al teletrasporto Asgard ma con un tempo di trasporto notevolmente più veloce e sono in grado di trasmettere grandi quantità di materia attraverso uno Stargate. Utilizzati in avamposti come quello su Camelot, questi dispositivi sono stati usati per immagazzinare il tesoro di Merlino in un buffer e trasportarlo in una camera se i test appropriati sono stati superati, e sono stati usati anche in congiunzione con un'altra forma di tecnologia di trasportatore antica per trasmettere il contenuto di un'intera montagna attraverso uno Stargate.
Una tecnologia molto simile è stata anche utilizzata in congiunzione con una variante del Riposatoio di conoscenze per assemblare ciò che era stato progettato nel suo buffer virtuale dalle sue molecole.

### Trasportatori
I trasportatori sono delle camere teletrasporto sparse per tutta la città di Atlantide che facilitano lo spostamento all'interno di essa data la sua grandezza.
Essi sono dotati di un pannello sulla parete che riproduce la mappa di Atlantide, premendo delle icone poste in vari punti di essa si può accedere al trasportatore annesso.

### Unità di Stasi
Esistono 2 tipi di unità di stasi costruite dagli antichi:
1. Per le navi di classe Aurora, che consistono in lettini-capsule dove l'equipaggio si può rifugiare se il sistema del supporto vitale dovesse disattivarsi; sono provviste di un sistema interattivo dove la coscienza dell'individuo viene inserita in una realtà virtuale con tutte le altre.
2. Per uso cittadino, sono delle cavità nelle pareti che congelano un individuo e lo conservano per un tempo illimitato.

Di quest'ultimo tipo ne sono state ritrovate 5, una ad Atlantide dov'era conservata la dottoressa Elizabeth Weir di una linea temporale alternativa, la seconda nell'avamposto in Antartide dove venne ibernato il Colonnello Jack O'Neill, la terza in una grotta dove mago Merlino è stato ritrovato dall'SG-1,la quarta sulla nave Destiny e la quinta in un laboratorio degli antichi.

### Wormhole drive
Il wormhole drive è un particolare motore con cui è stata equipaggiata la nave-città Atlantide. Il progetto di tale motore era stato sviluppato ma successivamente abbandonato dagli Antichi. È stato sviluppato sulla base dell'hyperdrive, ma invece che aprire una finestra nell'iperspazio, genera un tunnel nel subspazio, come se fosse uno stargate. Scoperto tale progetto, il Dottor Rodney McKay lo completa. Viene poi implementato dal Dottor Zelenka sui motori di Atlantide per poter raggiungere la Terra sotto l'attacco dei Wraith.

### Zero Point Module (ZPM)
Uno ZPM è in grado di generare una quantità immensa di energia utilizzando l'energia del punto zero che deriva da un fenomeno noto come schiuma quantistica (wormhole a livello subatomico che si aprono e chiudono costantemente nel subspazio). Uno ZPM contiene una regione di subspazio creata artificialmente dal quale l'energia viene estratta. Questo processo è termodinamicamente irreversibile, per cui uno ZPM si consuma lentamente con l'uso

## Tecnologia Aschen

### Computer
Potente processore di dati sviluppato e utilizzato dalla Confederazione Aschen. Questi computer sono molto più potenti dell'equivalente Tau'ri dell'epoca e venivano spesso usati dagli Aschen per varie operazioni. Alcuni di questi sistemi contenevano un proiettore olografico su un tavolo approssimativamente triangolare. Almeno tre terminali erano presenti nei tre angoli del tavolo, che autorizzavano il personale ad accedere al sistema.
Attraverso questi dispositivi, un individuo era in grado di accedere al nucleo del computer Aschen, che era un grande database di informazioni su una varietà di argomenti. I dati sulla medicina si trovavano in una sottocategoria separata, che conteneva le statistiche del tasso di natalità planetario. Solo ad un Aschen è stato consentito l'accesso al core del computer Aschen, tramite l'inserimento del proprio codice personale.
Il computer Aschen era abbastanza potente da calcolare quando un bagliore solare sarebbe apparso su una stella, ed era collegato all'orbita dei satelliti.

### Drone di difesa
I droni di difesa Aschen sono piccole cupole nere posizionate sui muri di stanze importanti. Una volta caricati essi sparano un fine raggio energetico che lascia piccole punture sui corpi degli aggressori.

### Proiettore olografico
Permette la proiezione di immagine 3D nell'aria. Questa tecnologia viene incorporata a bordo degli Harvester.

### Satellite di monitoraggio
Quando in una realtà alternativa la Terra entrò nella Confederazione Aschen, dozzine di questi satelliti monitoravano le attività nel sistema solare.

### Teletrasporto Aschen
Il teletrasporto Aschen può trasportare una persona fino al massimo di quattro in qualsiasi parte del pianeta. Il teletrasporto Aschen ha un funzionamento molto simile agli anelli trasportatori goa'uld e ori. L'utente infatti deve salire su una piattaforma, interfacciarsi e selezionare la destinazione, dove verrà immediatamente trasportato.

## Tecnologia Asgard

### Cannoni a Ioni
Sono le armi iniziali della flotta Asgard, essi sparano degli impulsi energetici particellari e sono alimentati da generatori di ioni di neutrino.

### Cannoni al plasma
Le armi a raggi al plasma sono stati sviluppati dagli Asgard poco prima della loro estinzione nel 2007 e donate ai Tau'ri come parte della loro eredità. Sono tra le più avanzate armi che esistano.
A differenza della maggior parte delle armi ad energia, che sono progettate per sparare singoli impulsi, il raggio di plasma Asgard è un fascio stretto e ad alta intensità di plasma surriscaldato. Questi raggi sono in grado di sovraccaricare e penetrare anche gli scudi più avanzati e di bruciare attraverso gli scafi e le strutture interne di una nave nemica con relativa facilità, causando gravi danni; se il raggio colpisce un'area critica il bersaglio può essere distrutto in soli due o tre colpi.
In termini di efficacia, le armi a raggi plasma Asgard sono tra le uniche armi conosciute in grado di penetrare gli scudi delle navi da guerra Ori, essendo in grado di distruggerli in 5 o 6 colpi (gli scudi iniziano a fluttuare dopo 2 colpi, indicando che si stanno prosciugato, e fallisce dopo 3-4 colpi, con la nave stessa che subisce quindi danni paralizzanti). Queste armi si sono dimostrate estremamente efficaci nel distruggere le navi da guerra di classe Aurora Asurane non schermate in diversi colpi e le navi alveare Wraith in tre colpi.
Inoltre, il potere di queste armi sembra essere regolabile; due colpi da un BC-304 furono usati per neutralizzare un incrociatore Wraith senza distruggerlo

### Comunicatore Asgard
Questa tecnologia è largamente usata dagli Asgard, sia per le sue ridotte dimensioni (sta comodamente in un palmo di mano), sia perché funziona a grandi distanze. Questo comunicatore è simile ad una pietra molto liscia e con la forma di una goccia, non ha interruttori o altre forme di comando, per utilizzarlo bisogna tenerlo in mano oppure appoggiarlo sul petto e parlare, il dispositivo creerà automaticamente un ologramma al destinatario del messaggio.
Questo oggetto può comunicare con un altro dispositivo dello stesso tipo oppure direttamente con una nave.

### Generatore a Ioni di Neutrino
Sono fonti di energia usate dagli Asgard principalmente per alimentare le loro astronavi. Mentre non c'è alcuna informazione su come funzionano questi dispositivi, si può assumere, con il suo nome, che funziona in modo simile ai generatori naquadah dei Tau'ri, ma invece di naquada usa un materiale sconosciuto che è stato successivamente cambiato per usare il più instabile naquadriah.

### Pietre di controllo
Dispositivi utilizzati dagli Asgard per interagire con la loro tecnologia, esse sono lisce e grandi come una mano.

### Obelisco trasportatore
L'obelisco trasportatore è un dispositivo di trasporto collocato su molti dei pianeti protetti dagli Asgard. Sono usati per diversi scopi: per impedire al Goa'uld di accedere al pianeta o per agire come mezzo per le persone del pianeta di contattare gli Asgard.

### Scudi Asgard
Gli scudi Asgard sono tra i più avanzati che esistano. La tecnologia è stata condivisa dagli Asgard con i Tau'ri in ringraziamento per il loro contributo nel sconfiggere i Replicatori, dando alle navi Tau'ri un grande vantaggio rispetto alle altre razze spaziali dell'universo.
Gli scudi Asgard creano una "bolla" ellittica attorno all'astronave a cui sono equipaggiati, che assorbe e diffonde l'energia dal fuoco delle armi. Gli scudi Asgard hanno un caratteristico colore bluastro e un effetto simile a quello dell'acqua bollente. Questa matrice di scudi si degraderà gradualmente sotto il fuoco, con il risultato di ricevere sempre più energia dagli attacchi che sanguinano e causano danni alla nave. Tuttavia le armi che colpiscono lo scudo devono essere abbastanza potenti, altrimenti gli scudi si manterranno anche sotto il fuoco sostenuto. Minori armamenti come quello su una nave Ha'tak hanno un impatto minimo o nullo sullo scudo anche se più navi lo bombardano simultaneamente. Un'energia addizionale può essere assegnata alla matrice dello scudo per rinforzarla, ma l'unico modo per una nave di sopravvivere a un assalto continuato è quello di ritirare e dare ai generatori il tempo di ricaricare e ricostituire la matrice.
Gli scudi Asgard superano di gran lunga i più primitivi scudi Goa'uld in termini di efficacia. Nonostante ciò, diventano considerevolmente meno efficaci di fronte a nemici di livello tecnologico paragonabile. La forza esatta di uno scudo Asgard, come la maggior parte della tecnologia Asgard, sembra essere relativa alla quantità di potenza incanalata in loro, il che significa che gli scudi sulle navi Asgard sono molto più potenti di quelli delle astronavi Tau'ri a meno che un Modulo Punto Zero o equivalente interfacciato, il che li rende ancora più potenti degli scudi presenti sulle navi Asgard. Gli scudi più avanzati mai sviluppati dagli Asgard furono equipaggiati sull'Odyssey prima che commettessero un suicidio di massa, permettendo alla nave di sopravvivere a un fuoco prolungato dalle armi centrali di più navi Ori per diversi minuti, un'impresa incredibile ineguagliata dalla tecnologia di scudo di qualsiasi altra razza che ha combattuto contro gli Ori. Con uno ZPM o un'altra fonte di energia comparabile, gli scudi possono resistere praticamente a qualsiasi cosa. Anche senza ZPM, gli scudi Asgard offrono protezione dalle armi Drone.

### Teletrasporto Asgard
Questo tipo di teletrasporto è forse il più avanzato dell'universo di stargate: sfrutta il funzionamento di base dello stargate, ovvero smaterializza un oggetto trasformandolo in un fascio di luce, lo rimaterializza in un posto determinato.
Questo tipo di tecnologia fu utilizzata anche da Anubis e da Ba'al. Quando la Odyssey fu equipaggiata con tutta la tecnologia Asgard il colonnello Carter lo modificò per materializzare qualunque oggetto partendo dall'energia del nucleo Asgard.

## Tecnologia degli Eurondani

### Aero-combattente
Sono macchine volanti senza equipaggio che possono essere controllati dagli occupanti usando un controllore remoto. Sono equipaggiati con armi energetiche in grado di distruggere bersagli nemici, come combattenti dei Breeders e anche i loro stessi combattenti.

### Beta cantin
Questo composto medicinale è somministrato nel corpo e i suoi effetti quasi immediati, con conseguente rapida guarigione. Nonostante sia stato dato a una persona, ci è voluto del tempo prima che raggiungesse il suo pieno effetto.

### Campo di difesa
Il campo di difesa è molto simile a uno scudo usato da altre razze. Il campo è alimentato da acqua pesante e potrebbe resistere a uno squadrone di combattenti Breeder, purché il campo sia alimentato. Il campo è gestito da un grande tunnel cilindrico, che funziona con diversi ventilatori lenti. Se il tunnel viene distrutto, il campo non funzionerebbe più e il bunker sotterraneo diventerebbe vulnerabile agli attacchi.

### Contenitore di informazioni liquido
Il contenitore di informazioni liquido era un dispositivo di forma cilindrica utilizzato dagli Eurondani per codificare le informazioni. Questi dispositivi hanno la forma di un grande cilindro di metallo con cristalli di diverso colore che si proiettano dall'alto. Apparentemente sono altamente efficienti, poiché quello visto conteneva dati su quasi tutti gli aspetti della tecnologia Eurondana. Può in qualche modo essere trasferito nei computer della Terra.

### Controllore remoto di volo
Questo dispositivo assomigliava a una sedia normale con un umano seduto all'interno della macchina. Una volta lì, una console di controllo scivola davanti all'occupante che fornisce il controllo manuale su un gruppo di Aero-combattenti. Tuttavia, questo era solo secondario in quanto la macchina conteneva un'interfaccia neurale che permetteva al suo utente di controllare mentalmente l'imbarcazione a suo piacimento.
Dopo essersi seduto nella macchina, un display di vetro verde è declinato davanti all'utente e la sedia stessa si è adagiata sul posto. Il display verde funge da interfaccia visiva che trasmette immediatamente un video di immagini che i droni stanno vedendo. È presente un display di puntamento che trasmette le informazioni agli occhi dell'utente. Ciò li ha resi un'arma efficace in quanto i piloti erano in grado di controllare i droni da una base attraverso un collegamento remoto che riduce le vittime in quanto i droni sono senza equipaggio.
Tipicamente, una formazione di combattenti dell'aerodrone era controllata da un singolo pilota all'interno della sedia. L'uso prolungato del dispositivo potrebbe causare gravi danni al cervello ma occasionalmente usi singoli non erano dannosi.

### Pistola Eurondana
Queste pistole sono dispositivi lisci color argento che possono essere trattenuti da una mano umana. Sparano raffiche bianche di energia relativamente lenta in grado di danneggiare sia gli oggetti che gli esseri organici. Hanno anche un ambiente stordente che può essere usato su esseri organici.

### Stanza di stasi
La stanza di stasi era un'enorme camera sotterranea profonda che conteneva numerosi Eurondani trattenuti in stasi in uno stato tale che il loro battito cardiaco rallentava permettendo loro di rimanere in letargo indefinitamente. Un terminale nelle vicinanze permetteva a un utente di determinare chi erano gli occupanti delle camere con un controllo laterale che consentiva a un operatore di passare semplicemente attraverso di esso per passare al prossimo occupante.
C'erano due di queste camere nel bunker sotterraneo di Euronda, ognuna delle quali conteneva migliaia di individui in profonda stasi.

## Tecnologia Furling

### Pietra di Paragone
Dispositivo situato sul pianeta Madrona, è in grado di controllare il clima a livello planetario. La pietra è una statuetta, con la parte superiore che è una piccola sfera circondata da tre anelli. Allineando questi anelli in diverse posizioni, il tempo può essere cambiato. Il dispositivo può essere completamente resettato allineando verticalmente tutti e tre gli anelli.
La Pietra di Paragone è stata realizzata specificamente per Madrona. Sebbene possa essere usata su altri pianeti, gli effetti possono essere condizioni meteorologiche estreme, come le inondazioni

### Sincronizzatore del portale
Serve a sincronizzare il portale di teletrasporto Furling.

### Teletrasporto Furling
Sistema di teletrasporto, inventato dai Furling, costituito da un campo di forza che, appena toccato, smaterializza la cosa o persona nel luogo desiderato, senza bisogno di un portale ricevente. È stato visto nell'episodio Paradiso perduto della sesta serie di Stargate SG-1.

## Tecnologia Genii

### Bomba A Genii
La bomba A Genii è un'arma nucleare usata dai Genii.

### Mitragliatrice semi-automatica Genii
Un'arma relativamente compatta che viene utilizzata in combinazione con il fucile Genii. Acastus Kolya e i suoi uomini hanno usato queste armi per prendere il controllo di un villaggio nel tentativo di uccidere John Sheppard.
Il design di quest'arma Genii abbandona la grande forma cilindrica del fodero della canna in favore di un barilotto più sottile e un grande caricatore circolare destinato a contenere più munizioni. L'arma è progettata per adattarsi a una fondina quando l'impugnatura anteriore e la vista sono chiuse a scatto. Quando l'impugnatura anteriore è estesa, la vista si apre in una posizione utilizzabile.

## Tecnologia Goa'uld

### Asta Goa'uld
L'arma ad asta (in inglese staff weapon) è probabilmente di progettazione Goa'uld. È lunga 2,1 m, pesa 16,65 kg e ha un'ottima resistenza. L'arma viene attivata come quando si carica un fucile (questo avviene in una parte posta inferiormente) e, quando si è attivata l'estremità superiore, divisa in quattro parti, emette una palla energetica molto potente composta da plasma misto a elettricità. L'asta è alimentata da un piccolo contenitore interno al Naquadah liquido. Da molti popoli è considerata un'arma di terrore, dal momento che colpisce bersagli con una precisione stupefacente e che è utilizzata dai Goa'uld soprattutto nelle conquiste, nelle guerre e nelle incursioni. L'arma è la più utilizzata dai Jaffa, i quali la utilizzano soprattutto per gli allenamenti corpo a corpo. Non ha nulla a che vedere con l'asta Ori.
Compare in quasi tutti gli episodi di Stargate SG-1 (anche perché è l'arma personale di Teal'c).

### Bomba Goa'uld
Tale tecnologia è usata dai Goa'uld e dai Tok'ra.
Le bombe Goa'uld sono dei potenti dispositivi esplodenti, dal nucleo di naquadah: surriscaldato da un dispositivo a breve carica, il nucleo esplode con immane potenza. Le bombe sono di vario tipo, da quelle che si possono tenere in mano, con potenziale limitato, a quelle così grandi e pesanti da dover essere trasportate da due Jaffa e che possono fare saltare in aria anche l'SGC. Una volta posizionato, l'ordigno deve essere programmato manualmente per l'esplosione.
È controllato da cristalli Goa'uld il cui meccanismo interno è normalmente protetto da campi di forza.

### Guanto Goa'uld
Il guanto Goa'uld ha una forma che ricorda quella di comune guanto ma con alcune peculiarità, ovvero cinque copridita in lega metallica e un cristallo al centro del palmo della mano da dove fuoriesce un raggio luminoso. Il guanto può essere utilizzato solo dai Goa'uld o da chi è stato posseduto in precedenza da un parassita Goa'uld, come Samantha Carter. Questo perché per attivarlo è necessario che nel proprio sangue siano presenti delle tracce di naquadah.
Il guanto Goa'uld può essere utilizzato per molteplici usi:
1. Quando viene puntato alla testa, se l'esposizione è breve, rende "docile" la vittima. Se invece l'esposizione è prolungata, può causare estremo dolore e successivamente la morte.
2. Il guanto ha la particolarità di colpire violentemente oggetti e persone e scaraventarli a grandi distanze; in questo risulta molto utile come arma difensiva.
3. Può permettere la comunicazione telepatica tra l'utilizzatore del guanto e la sua vittima
4. Permette l'attivazione di uno scudo personale che assorbe anche colpi molto potenti, ma ha un solo difetto cioè lo scudo lascia passare oggetti che lo attraversano con una velocità bassa, ma anche questo problema sarà superato da Apophis che non farà passare neanche oggetti che vanno a una velocità bassa come visto quando i replicanti gli camminano sullo scudo da lui stesso attivato.

Sha're, posseduta dalla Goa'uld Amonet, riuscì a trasferire le sue ultime volontà nella mente di Daniel Jackson attraverso il guanto Goa'uld appena prima che Teal'c la uccidesse per salvarlo.
Chi possiede questo dispositivo in combattimento diviene quasi invincibile e tramite questo dispositivo i goa'uld fanno vedere la loro natura divina.

### Sarcofago
Il sarcofago Goa'uld è un derivato della tecnologia degli Antichi copiato dal Goa'uld Telchak. Questo dispositivo permette la rigenerazione fisica di un corpo umano gravemente danneggiato o addirittura morto fino all'età di circa 800-900 anni. Quando il sarcofago viene abbinato con le capacità curative di un Goa'uld, l'ospite, cioè l'umano posseduto dal simbionte, può vivere in perfetta salute per migliaia di anni. Il sarcofago ha però gravi effetti collaterali, infatti i Tok'ra sono dell'idea che il sarcofago renda estremamente malvagio l'essere che lo utilizza, costringendolo attraverso una sorta di forte dipendenza a servirsene in continuazione, come capitò a Daniel Jackson. Entro un certo margine di utilizzo gli effetti del sarcofago risultano reversibili. I Tok'ra sono convinti che l'estrema malvagità dei Goa'uld derivi da un uso intensivo del sarcofago. Questo venne ulteriormente confermato da Daniel Jackson, che una volta asceso, scoprì che il sarcofago uccide l'anima e blocca la naturale ascensione ad un piano di esistenza superiore.

### Scudo Goa'uld
Lo scudo Goa'uld è stato ideato per funzionare come l'Iride terrestre. Esso copre completamente lo Stargate ed è di colore giallognolo. Può essere smontato e rimontato più volte. Ne esistono in vari pianeti protetti dai Goa'uld.

### Tac
Il Tacs, conosciuto anche con l'impronunciabile nome di Tacluchnatagamuntorons, è un'arma di forma rotonda, grande quanto una palla da tennis, tutta costituita di naquadah, telecomandata ed a ricerca termica. Permette ad un unico individuo di sparare raggi di energia in varie direzioni, per stordire.

### Za'tarc
Lo Za'tarc (o Zatarc) è una tecnica Goa'uld di riprogrammazione mentale che costringe i soggetti condizionati a compiere missioni suicide contro la loro volontà.
Lo Za'tarc viene attivato tramite parole chiave che possono essere immagini, suoni, eventi ecc. Una volta attivato l'individuo perde il controllo di sé stesso ed inizia ad eseguire il suo programma.
Gli Za'tarc di solito vengono impiegati in missioni suicide per eliminare un nemico, nel caso venissero scoperti o impossibilitati a compiere il loro programma, gli l'individui si uccidono per eliminare ogni traccia della loro programmazione. Per mascherare uno Za'tarc i Goa'uld inseriscono dei ricordi fittizi per eliminare "il buco temporale" causato durante la programmazione.
I Tok'ra utilizzano una tecnologia in fase sperimentale che "tenta" di smascherare uno Za'tarc anche se con ampio margine di errore.
Si scoprì che Martouf era uno Za'tarc e cercò di uccidere Per'sus, cancelliere supremo dei Tok'ra, e il presidente degli Stati Uniti d'America durante la formalizzazione di un'alleanza tra i due popoli.

### Zat'nik'tel
Lo zat'nik'tel è un'arma Goa'uld che compare fin dalla prima serie. È a forma di serpente con una potenza offensiva inferiore rispetto all'asta Goa'uld. I suoi effetti sono i seguenti:
- Il primo colpo stordisce il nemico (il suo effetto è simile all'elettroshock);
- Il secondo colpo uccide il nemico;
- Il terzo colpo disintegra il corpo del nemico.

A causa dell'eccessiva difficoltà di pronuncia del nome, l'arma venne immediatamente soprannominata dal colonnello Jack O'Neill "pistola Zat".

## Tecnologia Nakai

### Scudi Nakai
Sia le Navi madre Nakai che i caccia Nakai possiedono scudi. Gli scudi dei caccia falliscono con un solo colpo dalle armi Anti-Fighter della Destiny o un colpo dell'arma ad impulsi della navetta Antica. D'altra parte, gli scudi della Nave madre Nakai sono in grado di sostenere diversi colpi dai cannoni principali della Destiny prima che si verifichi un danno. Oltre allo scudo del Nakai che ha una forma aderente allo scafo, il suo contorno sembra essere più angolare e poligonale piuttosto che la forma più familiare levigata o forse ellittica

### Vasca di conservazione
Sono dispositivi creati dai Nakai, allo scopo di mantenere una singola forma di vita in una qualche forma di stasi. I dispositivi sono stati costruiti direttamente sulle pareti delle loro navi e sono stati utilizzati per contenere forme di vita per la ricerca della mente

## Tecnologia Ori

### Arma ad energia Ori
L'arma principale delle navi madri Ori. Spara un raggio energetico concentrato capace di distruggere una Goa'uld Hatak con un solo colpo.

### Arma stordente Ori
L'arma secondaria usata da guerrieri dell'esercito Ori. Modellata come il simbolo dell'Origine è posizionata sul guanto dell'armatura. Spara un colpo energetico al plasma che non è fatale all'inizio ma dopo molti colpi il soggetto può morire.

### Asta Ori
Si tratta dell'arma più utilizzata dai soldati Ori e Priori, in grado di emettere una sfera di energia sufficiente a far morire una persona. Si può tenere in due braccia come in uno, ed è costituita da un lungo bastone di naquadah alla cui estremità superiore è presente un dispositivo al plasma e al naquadah liquido che genera e spara la sfera energetica citata prima; come la maggior parte delle tecnologie Ori, tale dispositivo ne ricorda, in forma molto stilizzata, il simbolo. La fonte di energia è costituita da un cristallo posto nella parte superiore. Non ha nulla a che vedere con l'Asta Goa'uld.

### Cannone ad impulsi Ori
Il cannone a impulsi Ori è l'arma secondaria delle navi madri Ori e la principale dei caccia Ori.

### Collana di Adria
Collana indossata da Adria, l'Orici, funge da metodo personale di protezione.

### Generatore energetico Ori
Principale fonte energetica delle navi madri Ori è una variante dello ZPM degli Antichi. Infatti anche esso estrae energia dal punto zero, sebbene occupi molto più spazio.

### Satellite Ori
Il satellite Ori è una piattaforma armata orbitale donata al Protettorato Rand per convertirli alle Origini. Il satellite è protetto da scudi e armato con un cannone energetico ad alta potenza.

### Scudi Ori
Costruiti con la conoscenza ascesa, gli Ori possiedono alcuni degli scudi più potenti mai incontrati, forse rivaleggiati solo da quelli degli Asgard e degli Antichi. Formano una bolla ellittica di colore bianco. Questi scudi sono in grado di resistere praticamente a qualsiasi cosa, compresa una flotta di Ha'tak e quasi tutte le più potenti armi Asgard. Il Jaffa Bra'tac una volta tentò di speronare un Ha'tak perfettamente funzionante contro una nave da guerra Ori a tutta velocità, ma si limitò a impattare contro lo scudo. Solo il vortice instabile di un Supergate attivato, le più avanzate armi energetiche Asgard e la superarma di Dakara sono stati in grado di sopraffare questi scudi. In una realtà alternativa, è stato affermato che una nave da guerra Ori attaccando la Terra è stata respinta dalle armi Drone, ma il grado di danno che la nave ha subito è sconosciuto.
Gli Ori possiedono anche degli scudi appositamente progettati che aiutano o facilitano il collasso di un pianeta in una singolarità allo scopo di fornire energia a un Supergate. Nell'unico caso conosciuto di questo avvenimento, lo scudo fu espanso sul mondo Jaffa di Kallana assorbendo l'energia fornita inizialmente dal fuoco delle armi di Jaffa, e poi considerevolmente accelerato dall'uso di una bomba nucleare potenziata di Naquadria all'interno del suo perimetro. Lo stesso schermo, tuttavia, non è efficace al 100%, poiché l'ambiente all'interno dello scudo è stato corrotto dall'anidride carbonica proveniente dal prolungato bombardamento Jaffa.

## Tecnologia Tau'ri

### AST
L'AST, meglio conosciuto come Arma di sradicamento transfasico, è un'arma in grado di rendere visibile ogni cosa che è fuori fase o che si mascheri con una tecnologia Goa'uld d'occultamento. Emette energia ad ampio raggio, correlata ad un dispositivo che esalta gli atomi fino a renderli visibili alla luce che li riflette, come già detto, anche quando viene utilizzano un dispositivo di occultamento. Diverse versioni di quest'arma sono state rubate ai Goa'uld dai Tok'ra. Ne esistono sia versioni portatili sia versioni gigantesche. Se il raggio viene sparato contro un corpo visibile non vi è alcun danno, tranne una piacevole sensazione di solletico.

### GDO
Acronimo di garage door opener: dall'inglese "telecomando del garage", è un'apparecchiatura elettronica che si presenta come un piccolo dispositivo con tastiera che le squadre d'esplorazione del Comando Stargate (noto con la sigla SGC) si portano appresso per confermare la propria identità digitando un codice, diverso per ogni squadra, e tornare sulla Terra varcando lo Stargate.

### IDC
L'IDC, meglio conosciuto come Iris Deactivation Code (Codice di Disattivazione dell'Iride) è il codice numerico personale, unico per ogni squadra SG e per alcuni alleati, che consente agevolmente all'SGC d'identificare chi li sta contattando. Il codice deve essere inserito manualmente tramite il GDO e autenticato dal computer centrale dell'SGC.
Nell'eventualità di un codice compromesso esso può essere bloccato e sostituito. Il codice varia periodicamente, per ragioni di sicurezza.

### Iride
L'iride è uno scudo in titanio installato sullo stargate terrestre presente nel Comando Stargate, che ha la forma di un diaframma ottico e prende il nome dall'iride anatomico. Tale scudo di metallo quando necessario viene chiuso dal Comando Stargate per impedire l'ingresso a viaggiatori od oggetti indesiderati.

### MALP
MALP è l'acronimo inglese di Mobile Analytic Laboratory Probe, ovvero Sonda Laboratorio Analitico Mobile. Il personale SG usa l'equipaggiamento elettronico del MALP per analizzare i pianeti extrasolari inesplorati ed accertarsi che ci siano le condizioni adatte per inviarvi in esplorazione una squadra di uomini. Il suo equipaggiamento comprende una videocamera a colori ad alta risoluzione, un rilevatore di emissioni laser, uno spettrometro e un piccolo microfono direzionale. Altri sensori rilevano la pressione atmosferica, la temperatura dell'aria e la composizione atmosferica. Un'altra potenziale minaccia per le squadre SG sono le radiazioni pericolose, che il MALP rileva grazie ad un contatore Geiger.

### Motore delle realtà alternative
Questo speciale motore fu equipaggiato alla Daedalus di una realtà alternativa che arrivò nella nostra intrappolando la squadra del colonnello Sheppard in diverse altre realtà, difatti questo motore fu sviluppato da un McKay alternativo.
Il suo funzionamento è molto semplice, sposta la nave in diverse realtà, mantenendone invariata la posizione nello spazio e nel tempo. Questo motore ha un accumulatore di energia ma, in seguito ad un guasto questo continuò a ricaricarsi e a fare salti in altre realtà.

### Stazione Midway
La stazione Midway è una immaginaria stazione spaziale dell'universo delle serie televisive di Stargate, localizzata tra la galassia di Pegaso e la Via Lattea.
È ideata da Rodney McKay e Samantha Carter e costruita con lo scopo di raggiungere la Terra da Atlantide e viceversa in solo mezz'ora, risolvendo così sia il problema dell'eccessivo affaticamento dello ZPM con un viaggio diretto, sia il problema dei tempi troppo lunghi di un viaggio nell'iperspazio con l'astronave Daedalus. All'interno della stazione spaziale sono collocati due dispositivi Stargate. McKay e Carter modificano determinati Stargate nelle due galassie in modo che, entrando con un Jumper da Atlantide o dalla Terra componendo un determinato indirizzo, ogni Stargate reindirizzi il Jumper verso lo Stargate più vicino alla stazione, creando una catena che si conclude alla stazione Midway. Arrivati qui con il DHD del Jumper si attiva il secondo Stargate della stazione, e dopo un'altra catena di viaggi attraverso lo Stargate, si arriva a destinazione.

### U.A.V.
L'U.A.V. (Unmanned Airborne Vehicle) è un aeroplanino di circa 1 metro di lunghezza radiocomandato che viene usato dall S.G.C. per esplorare in poco tempo una vasta area intorno allo stargate.
Può anche fungere da arma, se gli vengono montati sulle ali dei missili.

## Tecnologia Tollan

### Armi portatili Tollan
Armi triangolari usate dalle forze di sicurezza Tollan. Di colore grigio sparano un colpo energetico viola. Dispongono solo della modalità stordimento e perciò non possono uccidere.

### Campo di Forza Tollan
Usati nella maggior parte dei palazzi governativi Tollan, come quello dell'Alto Cancelliere Travell.

### Cannone ionico Tollan
Questo cannone spara un proiettile di ioni concentrati su un bersaglio, che se rilevano una minaccia fanno fuoco automaticamente (possono essere comandati da una console sul lato dello stesso) distruggendo dispositivi quali: linee elettriche di ogni tipo (data la natura elettromagnetica degli ioni), scudi e armi.
I Tollan ne hanno decine se non centinaia sul loro pianeta, sufficienti per la protezione completa. Con questi cannoni hanno distrutto due Al'kesh di Apophis, ma in seguito modificando gli scudi è riuscito a compensare il loro difetto.

### Dispositivo di soppressione
Venne utilizzato durante il processo a Klorel per sopprimere il simbionte, questo permise a Skaara di parlare senza interferenze da parte del simbionte.

### Generatore di fissione
Dispositivo capace di produrre energia illimitata, nel 1997 i Tollan scoprirono che Sarita, un pianeta del loro sistema solare, era abitato e offrirono loro questo dispositivo ma gli abitanti lo utilizzarono per la guerra.

### Registratore di emozioni
Utilizzato dal Tollan Narim per comunicare a Samantha Carter i suoi sentimenti quando rimase bloccato sulla Terra.

## Tecnologia Wraith

### Arma energetica Wraith
L'arma principale a disposizione dei vascelli della flotta Wraith. Spara una gran quantità di colpi energetici blu. Viene utilizzata per i combattimenti tra navi e nei bombardamenti orbitali. La loro potenza varia dal tipo di nave; le armi di una nave alveare sono molto più potenti di quelle di un incrociatore. Lo stesso tipo di arma è utilizzata dai Dardi per i raid sui pianeti.

### Armi stordenti Wraith
Sono le armi usate dai Wraith per stordire le loro vittime invece di ucciderle, in modo che possano essere abbattute. Rilasciano una raffica di energia che paralizza la vittima in modo efficace fino a quando gli effetti si esauriscono. Gli umani sotto l'influenza dell'enzima Wraith non sono influenzati da esse. Con l'arrivo della spedizione di Atlantide, i Tau'ri sono riusciti ad acquisire diverse armi stordenti Wraith, e sono diventate di uso standard per le squadre di ricognizione, proprio come i Zat usati dalla SGC. A differenza dei Zat, tuttavia, i dispositivi non possono uccidere. Inoltre non causano dolore alla vittima.
Esistono cinque modelli noti di queste armi: Pistola stordente, fucile stordente, mitragliatrice stordente e asta stordente.

### Camera di ibernazione
Queste strutture simili a baccelli sono generalmente situate in grandi numeri nella sezione di poppa di una nave alveare, contenente centinaia di Wraith dormienti. I baccelli si trovano solitamente nei soffitti o pareti di alcune stanze.

### Collana delle Regina
Viene indossata al collo come una collana e ha un grande bottone rosso, comprendente l'intero fronte, che serve per attivare o disattivare un allarme a bordo della nave Alveare.

### Comunicatore Wraith
Questa macchina era una combinazione di tecnologia Wraith e risorse locali. Consisteva di elementi organici insieme a componenti più convenzionali. Il trasmettitore era così potente da essere in grado di inviare un messaggio a un'altra galassia e codificare i dati nel codice Wraith. Era anche in grado di inviare dati da una realtà parallela all'altra. Tuttavia, questo significava che il dispositivo doveva essere collegato a una potente rete energetica per inviare il messaggio.

### Dispositivo di contenimento dati
Piccolo dispositivo utilizzato per contenere dati.

### Equipaggiamento di modifica
L'equipaggiamento di modifica è un insieme di vari dispositivi usati dai Wraith per interfacciare e controllare Stargate e DHD.
Il set è costituito da una piccola varietà di attrezzature: un grande dispositivo di dimensioni toraciche e un'alta macchina simile a una guglia umana con numerosi cavi organici collegati. Si collegano a un DHD e modificano la programmazione al suo interno per raggiungere vari obiettivi. L'attrezzatura può essere smontata in pezzi più leggeri permettendo ai guerrieri Wraith di portarli in un luogo e renderlo abbastanza mobile.
Come con la maggior parte degli elementi della tecnologia Wraith, i dispositivi hanno un aspetto organico.

### Granata Wraith
Granata esplosiva a forma di uovo usata dai guerrieri Wraith. Quando attivata avvia un timer che risulta poi in un'esplosione di energia. Sono utilizzate principalmente per danneggiare le strutture.

### Occhiali Wraith
Tipo di occhiali usati dai Wraith mentre cacciano i runner.

### Ricevitore biometrico
Dispositivo progettato per hackerare le unità di stasi degli Antichi, permettendo a un singolo Wraith di assumere l'identità e i ricordi dell'occupante precedente.

### Satelliti Marcatori
I satelliti marcatori sono un sistema orbitale che viene lasciato intorno ai mondi nella galassia di Pegaso che contengono la vita umana. Questi satelliti rimangono inattivi per secoli e raccolgono energia attraverso le celle solari. Una volta ricevuto un segnale, si accendono e tentato di contattare il resto dei Wraith, informandoli che il mondo conteneva un'abbondante preda per il raccolto.
Sono armati di armi che si aprono come un fiore, e sono in grado di distruggere un Jumper. Possiedono un certo livello di automazione, come dimostrato da fatto che sono grado di impegnarsi in manovre evasive limitate.

### Scanner medico Wraith
Scanner medico composto di due dispositivi: un computer con console e schermo e un piccolo dispositivo usato per scannerizzare specifiche parti del corpo. Questo scanner è in grado di monitorare i progressi della gravidanza di una donna umana.

### Sistema tracciatore Wraith
Queste macchine portatili sono attaccate all'avambraccio. Sono in grado di tracciare il segnale unico generato da un tracker Wraith. Questo permette loro di localizzare i Runner che vengono inviati in tutta la galassia. Il dispositivo ha una schermata blu con una griglia che mostra un punto rosso, che indica la posizione del Runner in relazione a chi indossa il dispositivo. Funziona molto come un rilevatore di segni vitali, ma rileva solo il segnale subspaziale specifico emesso da un tracker Wraith.

### Teletrasporto Wraith
Teletrasporto visto nella serie Stargate Atlantis, con un raggio luminoso avvolge e smaterializza le persone o cose da teletrasportare. Può coprire grandi distanze. Viene utilizzato principalmente per catturare le prede umane oppure per far scendere le truppe. Negli avamposti serve per spostarsi tra le varie zone, in modo simile ai trasportatori di Atlantide.

### Trasmettitore Wraith
Viene usato dai Wraith per localizzare le posizioni degli individui. Attualmente sono note due versioni del trasmettitore.
Il primo trasmettitore aveva le dimensioni di un ciondolo ed è stato usato come tale da Teyla Emmagan, che l'ha preso da suo padre. Lo perse da bambina, ma in seguito fu trovato dal John Sheppard, il cui tocco lo attivò inconsapevolmente. Durante le future missioni il trasmettitore ha inviato informazioni ai dispositivi di relè che hanno informato i Wraith, portandoli ad attaccare la squadra di Sheppard in diverse missioni. La vera natura del dispositivo è stata finalmente scoperta dal Dr. Rodney McKay. Successivamente la spedizione di Atlantis ha usato il dispositivo per attirare alcuni Wraith in una trappola e sono stati in grado di catturarne uno.
Un altro trasmettitore è stato scoperto poco dopo su M7G-677. Questo trasmettitore aveva la forma di un grande braccialetto ed era indossato dal cadavere di un guerriero Wraith, indicando che forse tutti i guerrieri indossano un tale dispositivo.

## Tecnologia Ursini

### Arma stordente Ursini
L'arma stordente Ursini è un'arma a energia manuale creata dagli Ursini. Spara una scarica di energia rossa in grado di stordire un essere umano adulto per circa dieci minuti.
L'arma fu usata da un Ursini, quando la Spedizione Destiny salì a bordo di una nave seminatrice antica. Sulla nave, il dottor Volker scoprì che la nave era abitata dagli Ursini, loro stessi scienziati, che stavano studiando la nave. Più tardi, quando la nave ha iniziato a scaricare energia dalla Destiny, il Dr. Rush ha cercato di fermare l'azione, ma è stato colpito dal blaster di Ursini e ha dovuto essere trascinato dalla nave.

### Pod di Ibernazione Ursini
Il pod di ibernazione Ursini è un dispositivo creato dagli Ursini per mantenere la loro specie in stasi per lunghi periodi. I baccelli sono dotati di stimolatori neuronali progettati per mantenere attivo il cervello dei loro occupanti durante l'ibernazione prolungata. La tecnologia è compatibile con altre specie.

## Tecnologia dei Viaggiatori

### Arma energetica dei Viaggiatori
I Viaggiatori usano questo tipo di arma energetica sulle loro navi generazionali. Sparano proiettili rossi luminosi ad alta velocità. Sono in grado di distruggere le astronavi Vanir abbastanza facilmente e danneggiare gli scafi delle navi di classe Aurora degli Asurani, ma sono meno efficaci contro gli scudi di quest'ultime. Dopo la Battaglia di M6H-987, la nave di Katana Labrea ha usato quest'arma per radere al suolo l'avamposto di ricerca di Janus e il dispositivo Attero.

### Bracciale dei Viaggiatori
I bracciali hanno circa le stesse dimensioni dell'avambraccio di chi lo indossa dal polso al gomito. Hanno due funzioni principali; Servono come dispositivi di comunicazione, consentendo a chi li indossa di parlare con un altro individuo che indossa la fascia a una certa distanza. Contengono rilevatori di radiazioni, che emettono un segnale acustico quando vengono rilevati livelli pericolosi.

### Data tablet
Il tablet dei Viaggiatori è un dispositivo di piccole dimensioni simile ai tablet PC della spedizione Atlantis. L'unità ha un collegamento che può interfacciarsi con altre apparecchiature come la tecnologia Lantiana. Una di queste unità fu usata da Nevik quando era a bordo di una nave da guerra classe Aurora.

### Particle Magnum
La Particle magnum è l'arma standard dei viaggiatori. Una è anche usata da Ronon Dex. È un'arma a energia con impostazioni per stordire, uccidere e incenerire.
Ha l'aspetto di una revolver a canna lunga. Il cilindro dell'arma è una cella di potenza con una cupola luminescente sul retro. La cella ha una quantità limitata di energia, ma può essere rimossa per ricaricarla o sostituirla. La canna della pistola ha tre piccoli cristalli di dimensioni crescenti dal basso verso l'alto. La levetta si trova sulla canna proprio di fronte al cilindro e il colore del cilindro cambia per indicare l'impostazione: il rosso è per stordire, il bianco è per le altre impostazioni.
Se impostata su stordimento, la pistola può rendere il bersaglio privo di sensi per diverse ore con un singolo colpo. Quando è impostata su uccidere, può uccidere umani e Wraith in un unico colpo. L'inceneritore può mettere un buco di dieci pollici (25 centimetri) nella maggior parte dei materiali con un solo colpo, anche se per sparare attraverso le porte Lantiane occorrono più colpi. L'arma è abbastanza potente da stordire momentaneamente gli Asurani, almeno quando li ha colpiti per la prima volta; negli impegni successivi sono completamente immuni.

### Scudi dei Viaggiatori
Le navi dei Viaggiatori sono dotate di una tecnologia di schermatura. Questi scudi possono subire più colpi dalle armi energetiche Vanir. Sono anche in grado di resistere limitatamente alle armi Asurane montate sulle classe Aurora, anche se colpi sufficienti spezzano lo scudo

## Tecnologia varie

### Sentinella
La Sentinella è un sistema difensivo planetario presente sul pianeta Latona e dipende da un custode umano per funzionare correttamente. Il dispositivo rimuove gli invasori in lampi di luce, presumibilmente uccidendoli. L'arma è protetta da uno scudo energetico e per spegnere lo scudo è necessario trovare il tono musicale giusto. Ma i design dei codici carapace cambiano continuamente.
Circa trecento anni fa, gli antenati di Marul crearono la Sentinella come sistema di difesa planetaria; progettato per proteggere le persone mentre perseguivano questioni della mente e dello spirito. Il sistema ha fermato i Goa'uld e altri potenziali invasori dal conquistare il pianeta.

### Trasportatore da polso
Il Trasportatore da polso è una tecnologia utilizzata dal Runner Kiryk.
Questo oggetto è composto da una fascia dorata che contiene un display circolare verde al centro. Quando è posizionato vicino al braccio, si attacca automaticamente alla pelle e si fonde nel corpo, impedendone la rimozione. La luce verde quando viene premuta consente all'utente di teletrasportarsi da una posizione all'altra. Può anche teletrasportare chiunque si trovi in prossimità dell'utente.
Una volta usato ripetutamente, la luce centrale diventa rossa, il che indica che è necessario un po' 'di tempo per ricaricarsi prima di un altro uso. Trasportare più di un essere alla volta aumenta la potenza, con una pausa più lunga per ricaricare il dispositivo.

## Minerali
Il naquadah (o naqahdah) [ˈnækwɪdʌ] è un minerale metallico super duro con il quale sono costruite molte delle tecnologie di Stargate tra le quali lo Stargate stesso e quasi tutte le tecnologie Goa'uld.
Nel film Stargate, in cui però non viene nominato ma solo menzionato come materiale prevalentemente composto da quarzo, il che lo rende teoricamente sensibile all'elettricità). Nella sua forma naturale assume colore grigio con riflessi argentei, in forma liquida emette invece luce verde. Durante la serie, "naquadah" viene scritto in diverse maniere differenti (luoghi ufficiali compresi) ma la "u" non è presente quando la parola compare sugli schermi.
Il naquadah è un materiale molto raro, assente nel Sistema solare, che ha la facoltà di immagazzinare enormi quantità d'energia rimanendo però allo stesso tempo un elemento molto stabile. Queste due peculiarità lo rendono adatto per molteplici applicazioni, da quelle civili a quelle militari; infatti in molti episodi viene utilizzato per amplificare esplosioni nucleari.
Il naquadah è il materiale con cui sono stati costruiti gli Stargate e che permette ai wormhole connessi tra questi dispositivi di non collassare durante il transito dell'informazione (persone e oggetti). È inoltre il materiale che compone lo specchio quantico, i sarcofagi e gran parte della tecnologia Antica posseduta dai Goa'uld. Questi ultimi nel loro sangue, come ogni organismo ospite di un simbionte (vedi ad esempio Samantha Carter), presentano tracce di naquadah, il che permette loro di utilizzare tecnologia manuale come il guanto Goa'uld e di percepire nelle vicinanze la presenza di altri Goa'uld.
Il naquadah ha due varianti:
- Il naquadriah, scoperto a Kelowna sul pianeta chiamato Langara (P2S-4C3)[29], decisamente più potente ma estremamente instabile. Il naquadriah è una variante del naquadah molto più potente, in grado di potenziare l'energia che riceve per 450[senza fonte]. Ma allo stesso tempo è altamente instabile. Questa variante si pensa che si sia originata dalla fusione del Cobalto con la molecola di naquadah[senza fonte]. L'unico pianeta conosciuto dove lo si può trovare è Langara. La Terra si affida al naquadriah per dare energia ai suoi motori che permettono di far andare la nave a velocità superluminale. Invece i Goa'uld usano cristalli di naquadah e piccole quantità di antimateria.
- Il naquadah liquido, utilizzato nelle armi ad asta Jaffa. Il naquadah liquido si ottiene fondendo il naquadah, minerale di cui è fatto lo Stargate e gran parte della tecnologia Goa'uld e Antica, al quale viene aggiunto un pizzico di rame e ferro sempre fusi. Il tutto a 4500 °C di temperatura. Il naquadah liquido da una grande resa energetica alle armi ad asta Goa'uld e a tutte le altre tecnologie sempre Goa'uld e Ori.